# Aulacoptera albilunalis
Aulacoptera albilunalis là một loài bướm đêm trong họ Crambidae.